# 德朗群島

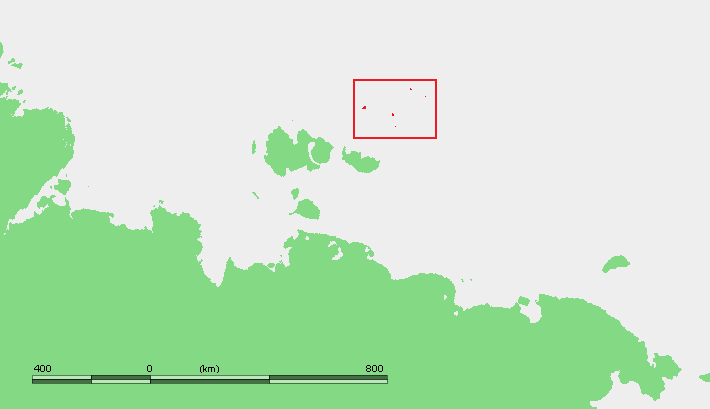

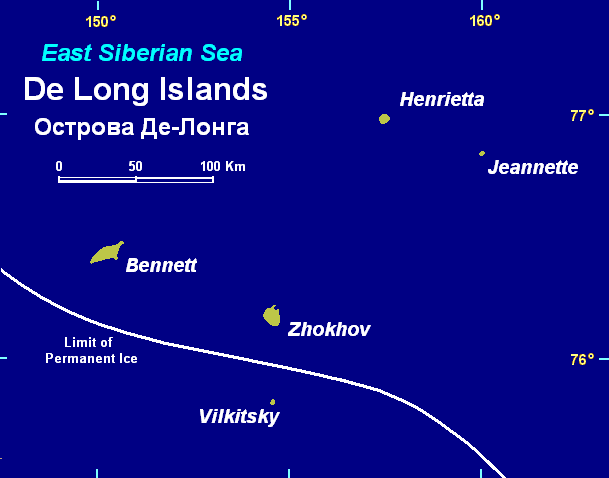

德朗群島是俄羅斯的群島，位於新西伯利亞島西北面，屬於新西伯利亞群島的一部分，由5個島嶼組成，總面積228平方公里，最高點海拔高度426米。
76°39′N 153°39′E / 76.650°N 153.650°E